# Moa Nygren
Moa Lena Maria Nygren (ur. 22 stycznia 1995) – szwedzka zapaśniczka walcząca w stylu wolnym. Zajęła piąte miejsce na mistrzostwach Europy w 2019. Mistrzyni nordycka w 2016; druga w 2018 i trzecia w 2019. Ósma w Pucharze Świata w 2015, 2017 i 2018. 
Trzecia na MŚ U-23 w 2017. Zdobyła pięć medali w kategoriach juniorskich, druga na MŚ w 2015 roku.